# Protect and Survive
Protect and Survive fue un programa de la defensa civil británica que puso en marcha el Gobierno a finales de los 70 y principios de los 80 en el que publicaban folletos y realizaban emisiones de radio y películas para instruir a los ciudadanos británicos sobre qué hacer en caso de un ataque nuclear.
- Datos: Q1516478